# 槙野智章
槙野智章（日语：槙野智章，1987年5月11日—），已退役日本職業足球員，司職後衛，前日本國家足球隊成員。

## 早期生涯
1987年5月11日，槙野智章出生于日本广岛县广岛市。
1994年4月，在父亲和兄长的影响下，刚刚进入草津小学就学的槙野智章开始接受专业足球训练。因为所在的小学只允许四年级以上的学生进入校队，因此槙野智章转入临近的井口明神小学校并顺利进入校队。
1999年，正在上小学六年级的槙野智章作为前锋帮助校队打入广岛县大会前三名。
2000年，正在庚午中学上初中的槙野智章通过广岛三箭选拔进入广岛三箭的青训营。
2001年，槙野智章成为球队主力并帮助球队打进日本青年足球三大赛事的决赛（锦标赛、高元宫杯全日本青年U18足球锦标赛以及国民体育大会足球比赛）并获得2个冠军。
2002年，槙野智章以队长身份率领球队参加国民体育大会足球比赛。

## 俱樂部生涯
2003年，已经考入吉田高中的槙野智章升入广岛三箭的青年队，成为签约职业球员。2003年至2005年，槙野智章一边在吉田高中完成高中课程，一边代表广岛三箭青年队参加全国比赛。
2006年1月，槙野智章升入广岛三箭一线队。2010年，获选日职联赛公平竞争个人奖并入选年度最佳阵容。
2011年2月，槙野智章转会至德甲联赛球队科隆足球俱乐部。3月11日，在德甲联赛科隆主场4-0战胜漢諾威96的比赛第87分钟槙野智章替补登场，登场亮相德甲赛场。
2012年，槙野智章被租借回到日职球队浦和红钻，租借期为一年。
2012年12月4日，浦和红钻宣布槙野智章在租借期结束后由科隆完全转会至浦和紅鑽。
2013年，浦和红钻买断槙野智章，转会费仅为20万欧元。在2016年賽季亚冠联赛小组赛浦和红钻与广州恒大的主客场比赛中，槙野智章首发打满全场。德国足球数据网络媒体《转会市场》给槙野智章标出的评估身价为150万欧元。
2015年，槙野智章第二次入选日职联赛年度最佳阵容。2016年，槙野智章第三次入选日职联赛年度最佳阵容。
2016年12月4日，据雅虎体育报道，广州恒大有意引进日职联赛劲旅浦和红钻的日本国脚中卫槙野智章。
2021年12月，神戶勝利船公布槙野智章從浦和紅鑽加盟。

## 國家隊生涯
20岁的槙野智章在2009年首次入选日本国家足球队后，为日本取得了很多关键性的勝利。在2018年俄罗斯世界杯中，槙野智章更是和球队一起打了三轮比赛。在2019年亚洲杯，槙野智章也再次入选正式大名单。

## 個人生活
2018年1月20日，目前效力于浦和红钻的日本国脚槙野智章在自己的INS上宣布了自己与女演员高梨临结婚的消息。
2018年12月26日，高梨临与日本足球运动员槙野智章在日本东京芝公园一家酒店举行婚礼。
长得很标致的日本足球运动员，既是国家队后卫，同时还和影视公司签了合同，在节目《槙野的房间~我们的假日~》中担当主持，可谓全能发展。

## 外部連結
- National Football Teams （页面存档备份，存于）
- Japan National Football Team Database
- 浦和レッドダイヤモンズによる公式プロフィール
- 槙野智章的X（前Twitter）
- 槙野智章 Tomoaki Makino的Instagram帳戶
- 槙野智章 公式ブログ Powered by LINE - LINE Blog （页面存档备份，存于）